# 溝上憲文
溝上 憲文（みぞうえ のりふみ、1958年 - ）は、日本の人事ジャーナリスト。

## 概要
鹿児島県阿久根市出身。明治大学政治経済学部政治学科卒業。月刊誌や週刊誌の記者などのキャリアを経て、独立する。主に新聞や雑誌・Webメディアなどで、経営・人事・雇用・賃金・年金問題などを中心としたテーマを執筆している。また、日本労働ペンクラブ会員・事務局長を務め、『非情の常時リストラ』（文春新書）で2013年度日本労働ペンクラブ賞を受賞した。

## 主な著書
- 『パチンコの歴史--庶民の娯楽に群がった警察と暴力団 (論創ノンフィクション)』論創社 2024年4月26日 ISBN 9784846022334
- 『2016年残業代がゼロになる―政府・財界が進める「正社員消滅計画」のすべて』光文社 2015年3月 ISBN 9784334978129
- 『宝島社新書 マタニティハラスメント』宝島社 2013年11月 ISBN 9784800217356
- 『文春新書 非情の常時リストラ』文藝春秋 2013年5月 ISBN 9784166609161